# 入佐俊家
入佐 俊家（いりさ としいえ、1902年（明治35年）4月26日 - 1944年（昭和19年）6月19日）は、日本の海軍軍人（海兵52期卒）。戦死による二階級特進で最終階級は海軍少将。

## 経歴
鹿児島県出身。郵便局長・入佐俊祥の息子として生れる。鹿児島二中を経て、1924年（大正13年）7月、海軍兵学校（52期）を卒業。翌年12月、海軍少尉に任官。1928年（昭和3年）12月から翌年11月まで第19期飛行学生として学んだ。
日中戦争時から陸攻隊を率いて多大な戦果をあげ、その技量と用兵から陸攻の神様 海軍の至宝と言われた。常に指揮官先頭を実践し、部下からも上司からも絶大な信頼を寄せられた。
鹿屋空飛行長で太平洋戦争開戦を迎え、南方進攻作戦に活躍、その後、海軍兵学校教官として内地へ帰還するが、1944年（昭和19年）3月、再建された機動部隊（第一機動艦隊）の第六〇一海軍航空隊司令兼空母大鳳の飛行長として新鋭空母大鳳に乗り組むことになる。第一機動艦隊司令長官の小沢治三郎中将たっての希望で異例の人事であった。あ号作戦発令後、マリアナ沖海戦に臨むが6月19日、大鳳が爆沈した際に戦死した。
戦死から約半年後の1944年（昭和19年）12月4日、戦死時にさかのぼって一度は一階級進級で海軍大佐に任ぜられたが、さらに約2ヵ月後の1945年（昭和20年）1月31日に先の進級は取り消され、二階級特進し海軍少将に任ぜられた。

## 年譜
- 1902年（明治35年）4月26日 - 誕生
- 1921年（大正10年）8月26日 - 海軍兵学校入校
- 1924年（大正13年）7月24日 - 海軍兵学校を卒業
- 1930年（昭和5年）12月1日 - 任海軍大尉
- 1931年（昭和6年）2月1日 - 空母「加賀」乗組
- 1932年（昭和7年） - 空母「赤城」乗組
  - 11月 - 霞ヶ浦海軍航空隊教官
- 1934年（昭和9年）5月 - 空母「鳳翔」分隊長
- 1936年（昭和11年）11月 - 横須賀海軍航空隊附として九六陸攻の特別訓練に入る
- 1937年（昭和12年）4月1日 - 木更津海軍航空隊飛行隊長兼分隊長[3]
  - 7月12日 - 木更津海軍航空隊分隊長[4]
  - 12月1日 - 任海軍少佐[5]
  - 12月15日 - 霞ヶ浦海軍航空隊飛行隊長兼教官[6]
- 1938年（昭和13年）12月1日 - 第十三航空隊附[7]
  - 12月15日 - 第十四航空隊飛行隊長[8]
- 1939年（昭和14年）11月15日 - 第十五航空隊飛行隊長[9]
- 1940年（昭和15年）1月15日 - 霞ヶ浦海軍航空隊飛行隊長兼教官[10]
- 1941年（昭和16年）9月1日 - 鹿屋海軍航空隊飛行長[11]
- 1942年（昭和17年）2月4日 - ジャワ沖海戦
  - 6月1日 - 任海軍中佐
  - 10月1日 - 第七五一海軍航空隊飛行長[12]
  - 11月10日 - 海軍兵学校教官兼監事兼岩国海軍航空隊教官[13]
- 1943年（昭和18年）11月1日 - 免兼岩国海軍航空隊教官、兼補岩国海軍航空隊飛行長[14]
- 1944年（昭和19年）2月7日 - 第三艦隊司令部附[15]
  - 2月15日 - 第六〇一海軍航空隊司令兼副長
  - 3月28日 - 免兼第六〇一海軍航空隊副長、兼補空母「大鳳」飛行長[16]
  - 6月19日 - 空母「大鳳」が米潜「アルバコア」の雷撃を受け爆沈、戦死。同日付 任海軍少将[1]。